# Фланнан
Фланнан (англ. Flannan; VII век) — епископ Киллало, память 18 декабря и 19 декабря.
Св. Фланнан, исповедник и епископ Киллало (639), был сыном Турлуха (Turlough), короля Томонда. Получив образование в монастыре, основанном св. Молуа, он в итоге удалился в Лисмор, где стал жить вместе с отцом, который уступил ему трон. По преданию, он проводил много времени в уединении среди «вздымающихся гор на севере и обширных леса на юге». Он совершил паломническтво в Рим, где папа Иоанн IV поставил его епископом Киллало. Археологи утверждают, что следы художественного вкуса, приобретенного им во время пребывания в Риме, видны в соборе св. Фланнана в Манстере. Считается, что он некоторое время проповедовал на Гебридах. Св. Фланнан отошёл ко Господу «в полноте лет» и был похоронен в Киллало.